# Gröba (Riesa)
Gröba im sächsischen Landkreis Meißen ist ein Ortsteil der Stadt Riesa. Das im Jahr 1064 urkundlich erwähnte Dorf wurde 1923 eingemeindet und ist damit der älteste Stadtteil von Riesa.

## Geographie

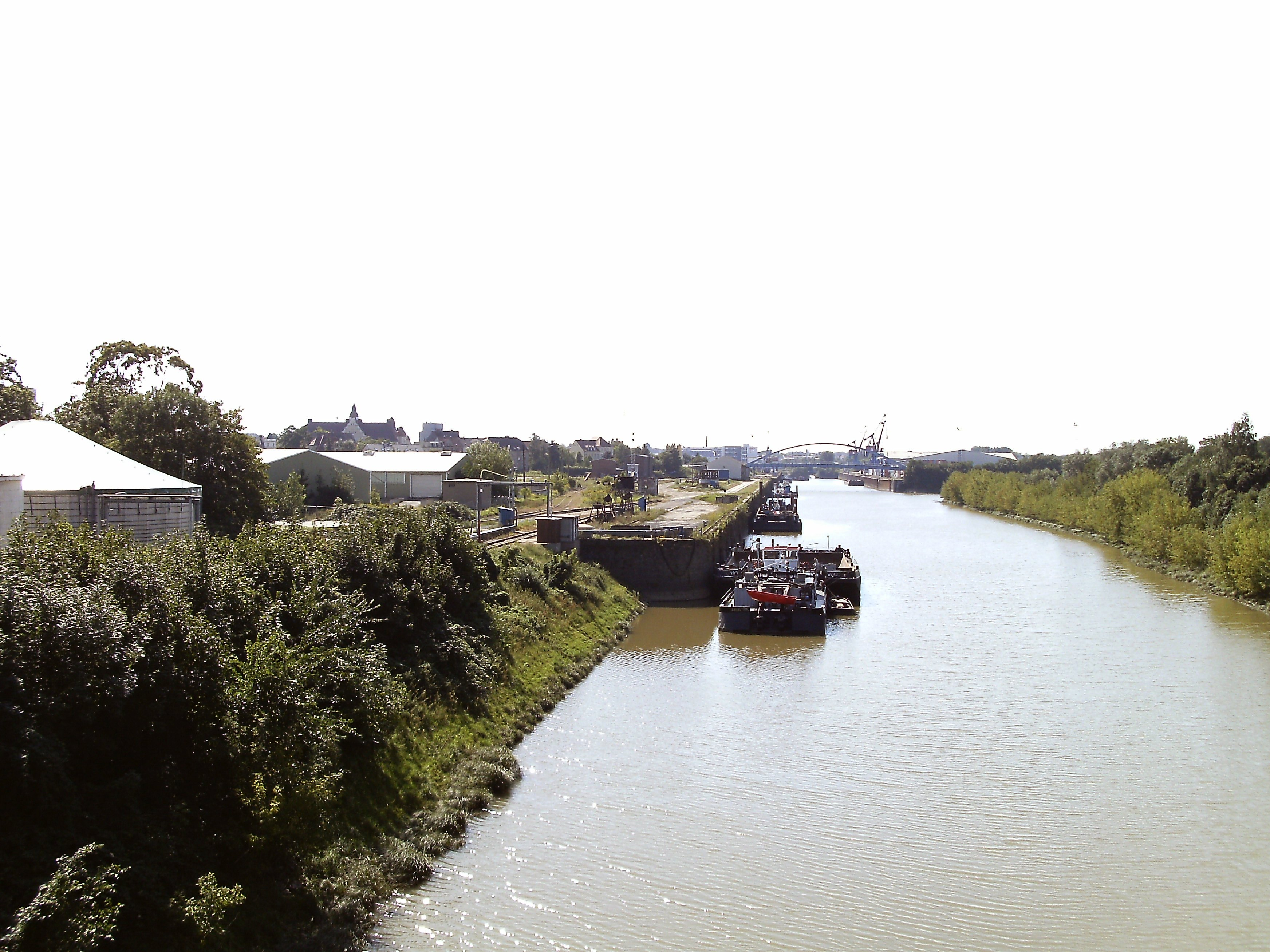
Hafen Riesa, im Hintergrund die B-182-Brücke zwischen Riesa (links) und Gröba (rechts)

Gröba liegt nordnordwestlich des Stadtzentrums an der zum Riesaer Hafenbecken ausgebauten Mündung der Döllnitz in die Elbe. Durch Gröba und mittels einer Brücke über das Hafenbecken führt die Bundesstraße 182 (B 2 nahe Wittenberg – Torgau – Riesa) ins Riesaer Stadtzentrum zur Bundesstraße 169.
Westsüdwestlich von Gröba liegt Merzdorf, nordwestlich befinden sich die Strehlaer Ortsteile Unterreußen und Forberge. Östlich von Gröba befindet sich auf der linken Elbseite der Zeithainer Ortsteil Bobersen.

## Geschichte
Im 10. Jahrhundert wurde am Ufer von Döllnitz und Elbe am Ort der späteren Gröbaer Kirche eine slawische Wallburg erbaut, deren Reste heute noch undeutlich erkennbar sind. Dieser mittelalterliche Burgwall wurde nach der deutschen Landnahme zum Burgward umfunktioniert. Die urkundliche Ersterwähnung Gröbas als Grobe erfolgte mit der Bestätigung König Heinrich IV. über eine Schenkung des Burgwards Gröba an das Bistum Naumburg am 11. Juli 1064.

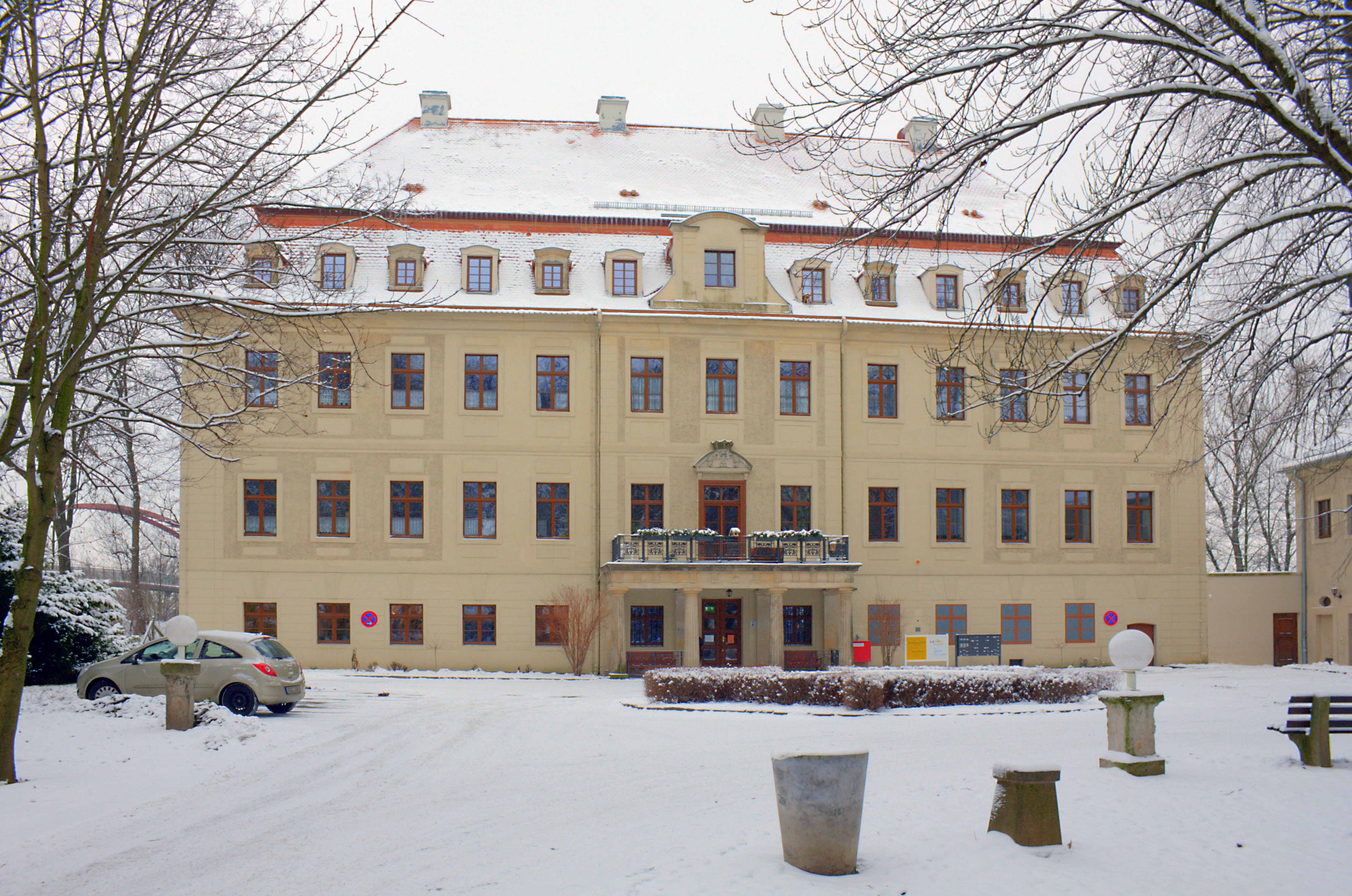
Schloss Gröba

Ab dem 16. Jahrhundert unterstand das Dorf weltlich dem Amt Oschatz, die Grundherrschaft übte das Rittergut Gröba aus. Um 1700 wurde das Schloss Gröba in seiner heutigen Form nördlich der Döllnitz an ihrer Mündung in die Elbe errichtet.

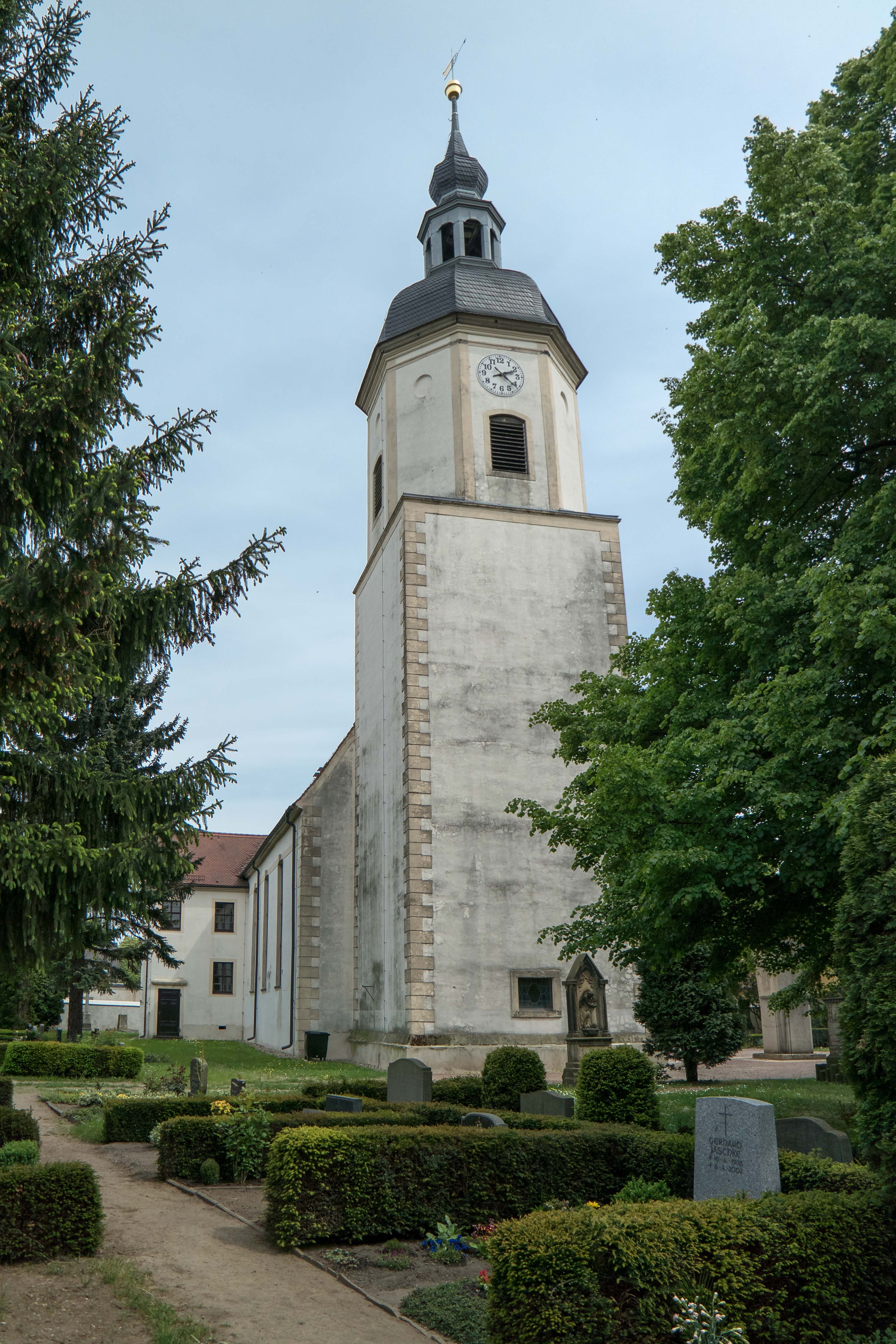
Kirche

In den Jahren 1720 bis 1734 wurde die barocke Gröbaer Kirche erbaut. Dabei wurden die Nord- und Südmauern des bereits im Jahr 1168 erwähnten romanischen Vorgängerbaus mit einbezogen.
Die Großeinkaufs-Gesellschaft Deutscher Consumvereine (GEG) ließ 1909 eine Seifenfabrik in Gröba errichten, die im August 1910 die Produktion aufnahm. Außerdem gründete die GEG 1914 in Gröba die Konsum-Teigwarenfabrik Riesa.
Ende Dezember 1909 gründete sich der Elektrizitätsverband Gröba (benannt nach dem Rittergut Gröba, auf dem er seinen Sitz hatte). Dieser stellte die Planungen zum Bau eines eigenen Kraftwerks zurück, nachdem ein Stromlieferungsvertrag mit den Lauchhammerwerken abgeschlossen wurde. Die Inbetriebnahme der 55 km langen 110-kV-Leitung Lauchhammer–Riesa am 24. Januar 1912 zur Versorgung des Elektrizitätsverbands sowie der Stahlwerke Riesa und Gröditz war zugleich die erste Inbetriebnahme einer Hochspannungsleitung mit über 100 kV Betriebsspannung in Europa.
Am 1. Juli 1914 wurde der Gutsweiler Oberreußen nach Gröba eingemeindet.
Am 15. Oktober 1923 wurden Gröba und das westlich von Riesa gelegene Weida nach Riesa eingemeindet, zum 1. Juli 1925 folgte das zwischen den beiden Dörfern gelegene Merzdorf.
Die Papierfabrik Gröba wurde 1937 der Hainsberger Papierfabrik angeschlossen.
Das Amtsgericht Riesa zog 1999 in das ehemalige Verwaltungsgebäude des Stahlwerks Riesa in der Lauchhammerstraße in Gröba um.

## Persönlichkeiten
- Christoph Heinrich von Arnim (1699–1767), sächsischer Landtagsabgeordneter, schriftsässiger Rittergutsbesitzer und Kammerherr
- Heinrich Traugott Schindler (* 1764 in Gröba; † 1841), Arzt
- Maximilian Freiherr Speck von Sternburg (1776–1856), Schafzüchter, Wollhändler, Mäzen
- Hugo von Altrock (1851–1927), sächsischer Generalleutnant und Generaladjutant
- Wilhelm von Altrock (1887–1952), deutscher Generalleutnant
- Georg Haberecht (* 24. Juli 1907 in Gröba; † 4. Dezember 1971), Porzellanmaler
- Carly Lorenz (1913–1993), Radsportler
- Wolfgang Oelßner (1920–1983), Pharmakologe und Rektor der Medizinischen Akademie Dresden